# Akoda
Akoda là một thị xã và là một nagar panchayat của quận Bhind thuộc bang Madhya Pradesh, Ấn Độ.

## Nhân khẩu
Theo điều tra dân số năm 2001 của Ấn Độ, Akoda có dân số 11.034 người. Phái nam chiếm 55% tổng số dân và phái nữ chiếm 45%. Akoda có tỷ lệ 56% biết đọc biết viết, thấp hơn tỷ lệ trung bình toàn quốc là 59,5%: tỷ lệ cho phái nam là 68%, và tỷ lệ cho phái nữ là 42%. Tại Akoda, 18% dân số nhỏ hơn 6 tuổi.